# Hardi Jaafar
Mohammad Hardi bin Jaafar (Ipoh, 30 maggio 1979) è un ex calciatore malese, di ruolo centrocampista.

## Carriera

### Club
Comincia a giocare al Perak. Nel 2000 passa al Melaka. Nel 2004 si trasferisce al Selangor. Nel 2005 torna al Melaka. Nel 2007 viene acquistato dal Perak. Nel 2009 passa al Selangor. Nel 2012 viene acquistato dal FELDA United. Nel 2013 passa al Penang. Nel 2014 si trasferisce al Perak. Nel 2016 viene acquistato dal MOF.

### Nazionale
Ha debuttato in Nazionale il 19 febbraio 2006, nell'amichevole Nuova Zelanda-Malesia (1-0). Ha messo a segno la sua prima rete con la maglia della Nazionale in Malesia-Singapore (1-1), gara di andata della semifinale della AFF Cup 2007, in cui ha siglato la rete del momentaneo 1-0 al minuto 57. Ha partecipato, con la Nazionale, alla Coppa d'Asia 2007. Ha collezionato in totale, con la maglia della Nazionale, 27 presenze e due reti.